# Persone di nome Giuseppe/Giuristi
| Questa pagina contiene informazioni ricavate automaticamente dalle voci biografiche con l'ausilio del template Bio e di un bot. L'aggiornamento è periodico e automatico e ricostruisce completamente la pagina. Se manca una persona in questa lista, sei pregato di non aggiungerla, ma accertati piuttosto che la sua voce biografica contenga il template Bio e che i dati anagrafici siano correttamente compilati. Se il template Bio manca, inseriscilo tu stesso o, in alternativa, metti l'avviso {{tmp\|Bio}} che ne segnala la mancanza. Se i dati riportati sono sbagliati, correggi direttamente la voce biografica; le modifiche saranno visibili in questa lista entro pochi giorni. Per chiarimenti vedi il progetto antroponimi. La lista contiene solo le 53 persone che sono citate nell'enciclopedia e per le quali è stato implementato correttamente il template Bio. Pagina aggiornata al 7 apr 2025. |

Questa è una lista di persone presenti nell'enciclopedia che hanno il nome Giuseppe e sono giuristi.

## A(4)
- Giuseppe Abbamonte, giurista italiano (Napoli, n. 1923 - Napoli, † 2016)
- Giuseppe Andreoli, giurista italiano (Cremona, n. 1910 - † 2019)
- Giuseppe Auletta, giurista italiano (Cosenza, n. 1913 - Catania, † 2000)
- Giuseppe Averani, giurista e naturalista italiano (Firenze, n. 1662 - Firenze, † 1738)

## B(5)
- Giuseppe Benaglio, giurista, scrittore e storico italiano (Milano, n. 1668 - Milano, † 1735)
- Giuseppe Bettiol, giurista e politico italiano (Cervignano del Friuli, n. 1907 - Padova, † 1982)
- Giuseppe Biscottini, giurista italiano (Livorno, n. 1909 - Milano, † 1992)
- Giuseppe Branca, giurista e politico italiano (La Maddalena, n. 1907 - Pesaro, † 1987)
- Giuseppe Busia, giurista e dirigente pubblico italiano (Nuoro, n. 1969)

## C(10)
- Giuseppe Capograssi, giurista e filosofo italiano (Sulmona, n. 1889 - Roma, † 1956)
- Giuseppe Carnazza Amari, giurista e politico italiano (Palermo, n. 1837 - Catania, † 1911)
- Giuseppe Carnazza Puglisi, giurista e politico italiano (Catania, n. 1834 - Catania, † 1910)
- Giuseppe Carnevale, giurista e storico italiano (Montalto, n. 1558 - Montalto)
- Giuseppe Casaregi, giurista e magistrato italiano (Genova, n. 1670 - Firenze, † 1737)
- Giuseppe Castelli Avolio, giurista, politico e magistrato italiano (Napoli, n. 1894 - † 1966)
- Giuseppe Catalano, giurista e politico italiano (Catania, n. 1806 - Catania, † 1886)
- Giuseppe Chiovenda, giurista italiano (Premosello, n. 1872 - Premosello, † 1937)
- Giuseppe Pasquale Cirillo, giurista, avvocato e letterato italiano (Grumo Nevano, n. 1709 - Napoli, † 1776)
- Giuseppe Corasaniti, giurista italiano (Genova, n. 1957)

## D(5)
- Giuseppe Dalla Torre, giurista italiano (Roma, n. 1943 - Roma, † 2020)
- Giuseppe Menotti De Francesco, giurista e politico italiano (Atessa, n. 1885 - Milano, † 1978)
- Giuseppe de Thomasis, giurista, politico e patriota italiano (Montenerodomo, n. 1767 - Napoli, † 1830)
- Giuseppe Di Federico, giurista italiano (Bolognano, n. 1932)
- Giuseppe de Gemmis, giurista e magistrato italiano (Terlizzi, n. 1734 - Napoli, † 1812)

## F(1)
- Giuseppe Ferri, giurista italiano (Norcia, n. 1908 - Roma, † 1988)

## G(5)
- Giuseppe Gandolfi, giurista italiano (Salsomaggiore, n. 1927)
- Giuseppe Giuliani, giurista italiano (Trani, n. 1831 - † 1910)
- Giuseppe Grosso, giurista e politico italiano (Torino, n. 1906 - Villaco, † 1973)
- Giuseppe Guarino, giurista e politico italiano (Napoli, n. 1922 - Roma, † 2020)
- Giuseppe Gugino, giurista italiano (Vallelunga Pratameno, n. 1843 - Canicattì, † 1917)

## L(2)
- Giuseppe Lavaggi, giurista italiano (Augusta, n. 1915 - Roma, † 2015)
- Giuseppe Guido Lo Schiavo, giurista, magistrato e scrittore italiano (Palermo, n. 1899 - Roma, † 1973)

## M(6)
- Giuseppe Maggiore, giurista e scrittore italiano (Palermo, n. 1882 - Palermo, † 1954)
- Giuseppe Federico Mancini, giurista italiano (Perugia, n. 1927 - Bologna, † 1999)
- Giuseppe Maranini, giurista, politico e pubblicista italiano (Genova, n. 1902 - Firenze, † 1969)
- Giuseppe Mazzarella, giurista e etnologo italiano (Reggio Calabria, n. 1868 - Catania, † 1958)
- Giuseppe Messina, giurista italiano (Naro, n. 1877 - Roma, † 1946)
- Giuseppe Mirabelli, giurista e politico italiano (Calvizzano, n. 1817 - Napoli, † 1901)

## N(1)
- Giuseppe Nesi, giurista e avvocato italiano (Crotone, n. 1959)

## O(1)
- Giuseppe Orceoli, giurista italiano (Forlì, n. 1622 - † 1698)

## P(2)
- Giuseppe Pera, giurista italiano (Lucca, n. 1928 - Lucca, † 2007)
- Giuseppe Pisanelli, giurista e politico italiano (Tricase, n. 1812 - Napoli, † 1879)

## S(6)
- Giuseppe Sabatini, giurista e avvocato italiano (Catanzaro, n. 1911 - Roma, † 1976)
- Giuseppe Salvioli, giurista italiano (Modena, n. 1857 - Napoli, † 1928)
- Giuseppe Santaniello, giurista italiano (Avellino, n. 1920 - Fregene, † 2015)
- Giuseppe Saredo, giurista e politico italiano (Savona, n. 1832 - Roma, † 1902)
- Giuseppe Siccardi, giurista e politico italiano (Verzuolo, n. 1802 - Torino, † 1857)
- Giuseppe Soldini, giurista e politico italiano (n. 1805)

## T(1)
- Giuseppe Tesauro, giurista italiano (Napoli, n. 1942 - Napoli, † 2021)

## V(3)
- Giuseppe Vacca, giurista, magistrato e politico italiano (Napoli, n. 1810 - Napoli, † 1876)
- Giuseppe Vadalà Papale, giurista italiano (Catania, n. 1854 - Catania, † 1921)
- Giuseppe Vernaccini, giurista italiano (Pisa, n. 1737 - Firenze, † 1789)

## Z(1)
- Giuseppe Zurlo, giurista e politico italiano (Baranello, n. 1757 - Napoli, † 1828)